# Droga wojewódzka nr 568
Droga wojewódzka nr 568 (DW568) – droga wojewódzka prowadząca z Goślic do Ciółkowa, o długości 6 km.